# جانسن (اکلاهما)
جانسن(به انگلیسی: Johnson) شهری در ایالت اکلاهما کشور ایالات متحده آمریکا است که جمعیت آن در سرشماری سال ۲۰۱۰ میلادی، ۲۴۷ نفر بوده‌است.